# La Roche-Canillac (tổng)
Tổng Roche-Canillac là một tổng của Pháp tọa lạc tại tỉnh Corrèze trong vùng Nouvelle-Aquitaine.

## Địa lý
Tổng này được tổ chức xung quanh La Roche-Canillac trong quận Tulle. Độ cao khu vực này là 195 m (Saint-Martin-la-Méanne) đến 642 m (Marcillac-la-Croisille) độ cao trung bình trên mực nước biển là 487 m.

## Hành chính
| Giai đoạn | Ủy viên                | Đảng | Tư cách |
| --------- | ---------------------- | ---- | ------- |
| 2004-2011 | Jean-Louis Bachellerie | UMP  |         |

## Phân chia đơn vị hành chính
Tổng Roche-Canillac được chia thành 11 xã và khoảng 3 014 người (điều tra dân số năm 1999 không tính trùng dân số).
| Xã                         | Dân số | Mã bưu chính | Mã insee |
| -------------------------- | ------ | ------------ | -------- |
| Champagnac-la-Prune        | 160    | 19320        | 19040    |
| Clergoux                   | 385    | 19320        | 19056    |
| Espagnac                   | 339    | 19150        | 19075    |
| Gros-Chastang              | 174    | 19320        | 19089    |
| Gumont                     | 104    | 19320        | 19090    |
| Marcillac-la-Croisille     | 778    | 19320        | 19125    |
| La Roche-Canillac          | 164    | 19320        | 19174    |
| Saint-Bazile-de-la-Roche   | 151    | 19320        | 19183    |
| Saint-Martin-la-Méanne     | 365    | 19320        | 19222    |
| Saint-Pardoux-la-Croisille | 157    | 19320        | 19231    |
| Saint-Paul                 | 237    | 19150        | 19235    |

## Thông tin nhân khẩu
| 1962                                                     | 1968  | 1975  | 1982  | 1990  | 1999  |
| -------------------------------------------------------- | ----- | ----- | ----- | ----- | ----- |
| 3 385                                                    | 3 861 | 3 397 | 3 143 | 3 048 | 3 014 |
| Nombre retenu à partir de 1962 : dân số không tính trùng |       |       |       |       |       |